# ワット・チャーマテーウィー
ワット・チャーマテーウィー (Wat Chamathewi、タイ語: วัดจามเทวี) は、タイの北部のラムプーンにある仏教寺院（ワット、wat）であり、ワット・クークット (Wat Ku Kut、タイ語: วัดกู่กุด) とも称される。寺院はラムプーンがハリプンチャイ王国の首都であった時代に創建された。

## 位置
ワット・チャーマテーウィーは、ラムプーン中心地より西側に位置する。伝説によると、ラヴォ王国（Lavo〈首都は現在のロッブリー〉)王女のチャーマテーウィー（チャマデヴィ、パーリ語: Cāmadevī、タイ語: จามเทวี、RTGS: Chammathewi）がハリプンチャイ初代統治者となるとき、矢を射て、その矢が落ちた場所に都を創立したといわれる。

## 歴史
ワット・チャーマテーウィーには当初、8-9世紀ごろにドヴァーラヴァティー様式の仏塔（チェーディー、chedi）が構築されたと伝えられる。寺院は1218年にモン族により再建された。

## 構成

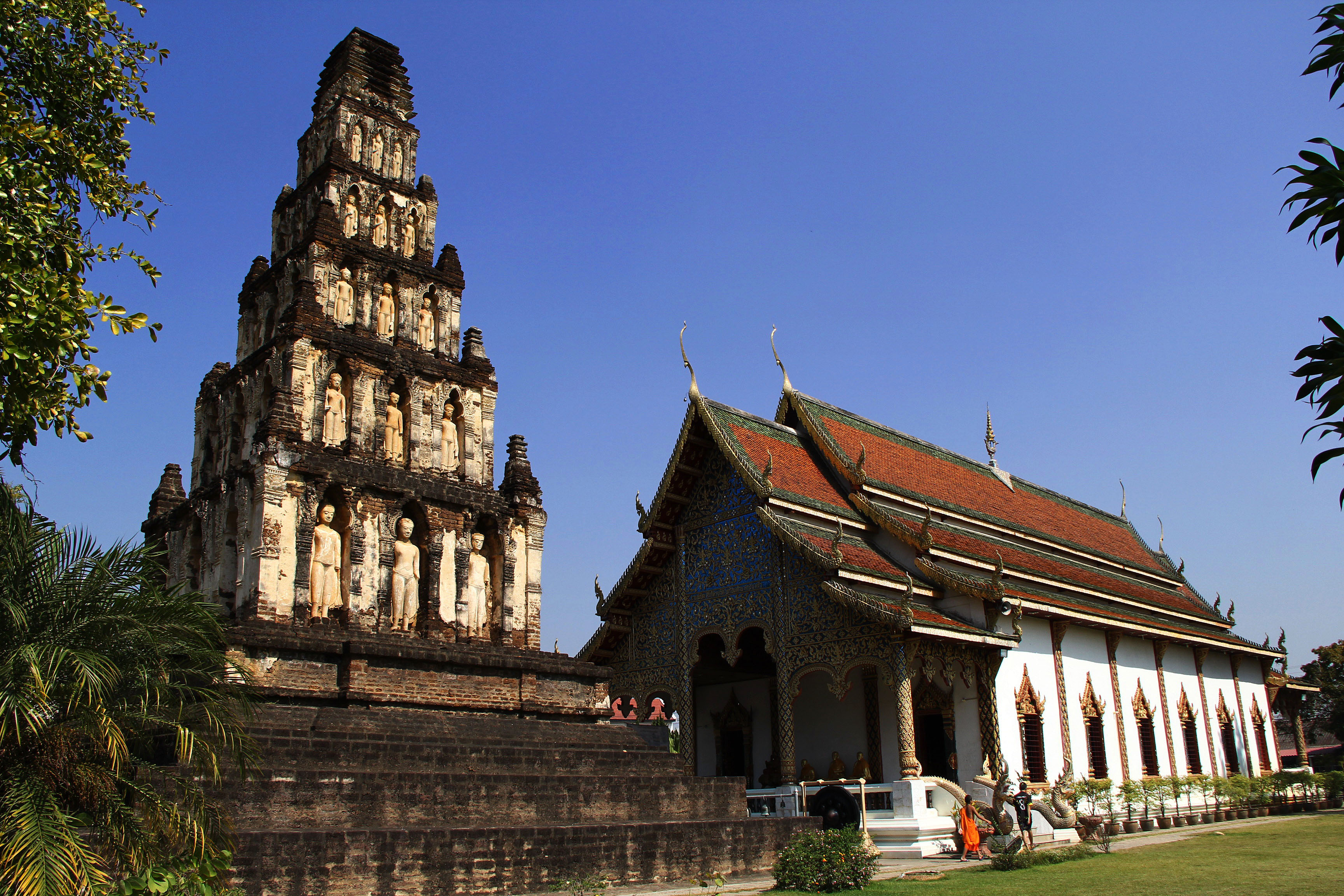
スワンチャンコート・チェディーと礼拝堂

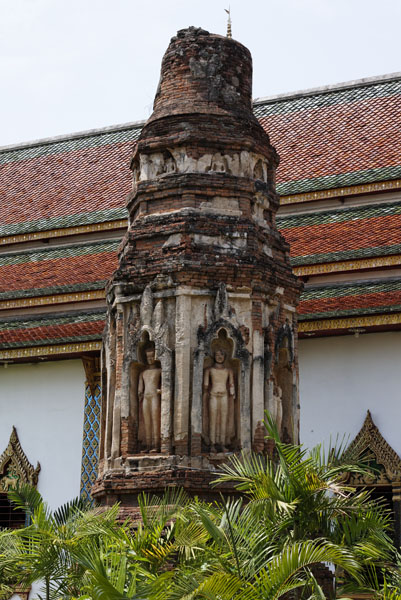
ラタナー・チェーディー

- スワンチャンコート・チェディー (Suwan Chang Kot Chedi、タイ語: สุวรรณจังโกฏเจดีย์)

スワンチャンコート・チェディーは Mahabol chedi （パーリ語: Mahābala-cetiya）とも呼ばれる仏塔であり、境内の礼拝堂（ウィハーン）の西側正面に位置する。この方形の基壇上に建つ高さ21m、5層のピラミッド型の細い仏塔は、煉瓦とラテライトで構築され、化粧しっくいによる装飾が施されている。4面の各層にそれぞれ3つの壁龕が設けられ、それらの仏龕に計60体の仏立像がある。
建立された年代は不明であるが、もともとドヴァーラヴァティー様式として築かれたとされる。碑文によるとその後1150年に改修されている。また、1218年には地震による損傷を受け、再建されたと考えられる。この仏塔はラムプーンの中心部にあるワット・プラタートハリプンチャイの仏塔（チェーディー・スワンナ）の形をもとに築かれたともいわれる。
- ラタナー・チェーディー (Ratana chedi)

境内の礼拝堂の北側にはまた、高さ11.5mの小形の仏塔であるラタナ・チェーディーがある。仏塔は煉瓦で構築され漆喰で装飾されており、その上部は崩壊している。この仏塔はおそらく13世紀初頭に構築されたもので、基壇上にある八角形の仏塔には、各面の壁龕に仏立像が祀られている。
- 礼拝堂（ウィハーン、wihan）

この大きな建物は中部タイ様式で、妻側にはラーンナー様式の破風が施されている。礼拝堂内には、女王チャーマテーウィーの伝説を描いた現代の壁画がある。
- 本堂（ウボーソット、ubosot）

本堂は境内の南西側にある。中部タイ様式で建てられるが、木造の妻側はラーンナー様式で装飾されている。